# Зелена крв
Зелена крв (GREEN BLOOD) је манга коју је написао и илустровао Масасуми Какизаки. Серијализовала се од 2011. до 2013. године у Коданшиној манга сеинен ревији Young Magazine, са укупно пет танкобона. 
Издавачка кућа Darkwood је превела мангу на српски језик.

## Синопсис
Прича се одвија у Америци, почетком Индустријске револуције када су многи трагали за „америчким сном”. Међутим, земљом владају мафијаши, и у Фајв Појнтсу, млади Лук Бернс већ схвата да мора доћи до промене. С друге стране, његов брат Бред је плаћени убица који ради за највећу мафијашку банду у граду.

## Издаваштво
Зелена крв је манга аутора Масасумија Какизакија. Серијализовала се од 13. јуна 2011. до 13. маја 2013. године у Коданшиној недељној манга ревији Young Magazine. Поглавља су сакупљена у пет танкобона; први је изашао 4. новембра 2011, а последљи 5. јула 2013. године.
Манга је лиценцирана за превод на српски (Darkwood), француски (Ki-oon), италијански (Panini Comics), шпански (Milky Way), пољски (Japonica Polonica Fantastica) и португалски у Бразилу (JBC).

### Списак томова
| - 1. „Бог смрти” (死神 ) - 2. „Пандур” (警官 ) - 3. „Мета” (標的 ) - 4. „Разјареност” (逆上 ) - 5. „Осмех” (笑顔 ) - 6. „Убица” (殺人 ) - 7. „Хонорар” (報酬 ) |

| - 8. „Избор” (選択 ) - 9. „Порука” (消息 ) - 10. „Гробље” (墓地 ) - 11. „Непријатељство” (敵視 ) - 12. „Поверљиво” (密談 ) - 13. „Завера” (陰謀 ) - 14. „На живот и смрт” (死闘 ) - 15. „Сведок” (目撃 ) - 16. „Раздвајање” (別離 ) - 17. „Рат” (戦争 ) |

| - 18. „Порекло” (発端 ) - 19. „Чудовиште” (怪物 ) - 20. „Спремност” (覚悟 ) - 21. „Почетак” (基点 ) - 22. „Дужност” (責任 ) - 23. „На самом крају” (最期 ) - 24. „Полазак” (出立 ) - 25. „Мајка” (母親 ) - 26. „Правда” (正義 ) - 27. „Обећање” (約束 ) |

| - 28. „Воља” (意志 ) - 29. „Двобој” (決意 ) - 30. „Убица” (犯人 ) - 31. „Дискриминација” (差別 ) - 32. „Одлука” (決意 ) - 33. „Подређени” (手下 ) - 34. „Коњушар” (馬術 ) - 35. „Тужни растанци” (惜別 ) - 36. „Завет” (保障 ) - 37. „Преговори” (交渉 ) |

| - 38. „План” (計略 ) - 39. „У поход” (出陣 ) - 40. „Истрајност” (気骨 ) - 41. „Ремек-дело” (傑作 ) - 42. „Назадовање” (挫折 ) - 43. „На самом крају” (速報 ) - 44. „Траже се” (執行 ) - 45. „Погубљење” (人質 ) - 46. „Заточеник” (念願 ) - 47. „Жеља” (意欲 ) - 48. „Поверење” (信頼 ) - 49. „Живот” (人生 ) |

## Спољашњи извори
- (језик: јапански)